# Dear Land of Guyana, of Rivers and Plains
Dear land of Guyana is het volkslied van Guyana. Het is geschreven door L.A. Luker, en de muziek komt van R.C.G. Potter.

## Tekst
Dear land of Guyana, of rivers and plains,
Made rich by the sunshine and lush by the rains,
Set gemlike and fair between mountains and sea,
Your children salute you, dear land of the free.
Green land of Guyana, our heroes of yore,
Both bondsmen and free, laid their bones on your shore;
This soil so they hallowed, and from them are we,
All sons of one mother, Guyana the free.
Great land of Guyana, diverse though our strains,
We are born of their sacrifice, heirs of their pains,
And ours is the glory their eyes did not see,
One land of six peoples, united and free.
Dear land of Guyana, to you will we give
Our homage, our service, each day that we live;
God guard you, great Mother, and make us to be
More worthy our heritage - land of the free.

## Nederlandse vertaling
Beste land van Guyana, van rivieren en vlaktes,
Rijk gemaakt door de zon en weelderig door de regen,
Gemlike en fair tussen bergen en zee,
Je kinderen groeten je, dierbaar land van de vrij.
Groen land van Guyana, onze helden van weleer,
Zowel slaven als vrij, legden hun botten op uw kust;
Deze grond, zodat ze heiligden, en van hen zijn wij,
Alle zonen van één moeder, Guyana zijn vrij.
Geweldig land van Guyana, divers ondanks onze soorten,
We zijn geboren uit hun offer, erfgenamen van hun pijnen,
En de onze is de glorie die hun ogen niet zagen,
Een land van zes volkeren, verenigd en vrij.
Beste land van Guyana, aan jou zullen we geven
Ons eerbetoon, ons dienst, elke dag dat we leven;
God bewaak u, grote Moeder, en laat ons zijn
Ons erfgoed waardiger - land van de vrij.
Onafhankelijke staten: Argentinië · Bolivia · Brazilië · Chili · Colombia · Ecuador · Guyana · Paraguay · Peru · Suriname · Uruguay · Venezuela
Afhankelijke gebieden: Falklandeilanden · Frans-Guyana · Zuid-Georgia en de Zuidelijke Sandwicheilanden